# Sterkfontein
Sterkfontein è un'area archeologica preistorica, composta da un insieme di grotte sedimentarie, che si trova a 40 chilometri a nord-ovest di Johannesburg in Sudafrica. Il sito fa parte dell'area nota come Culla dell'umanità, dichiarata Patrimonio dell'umanità dall'UNESCO nel 1999.

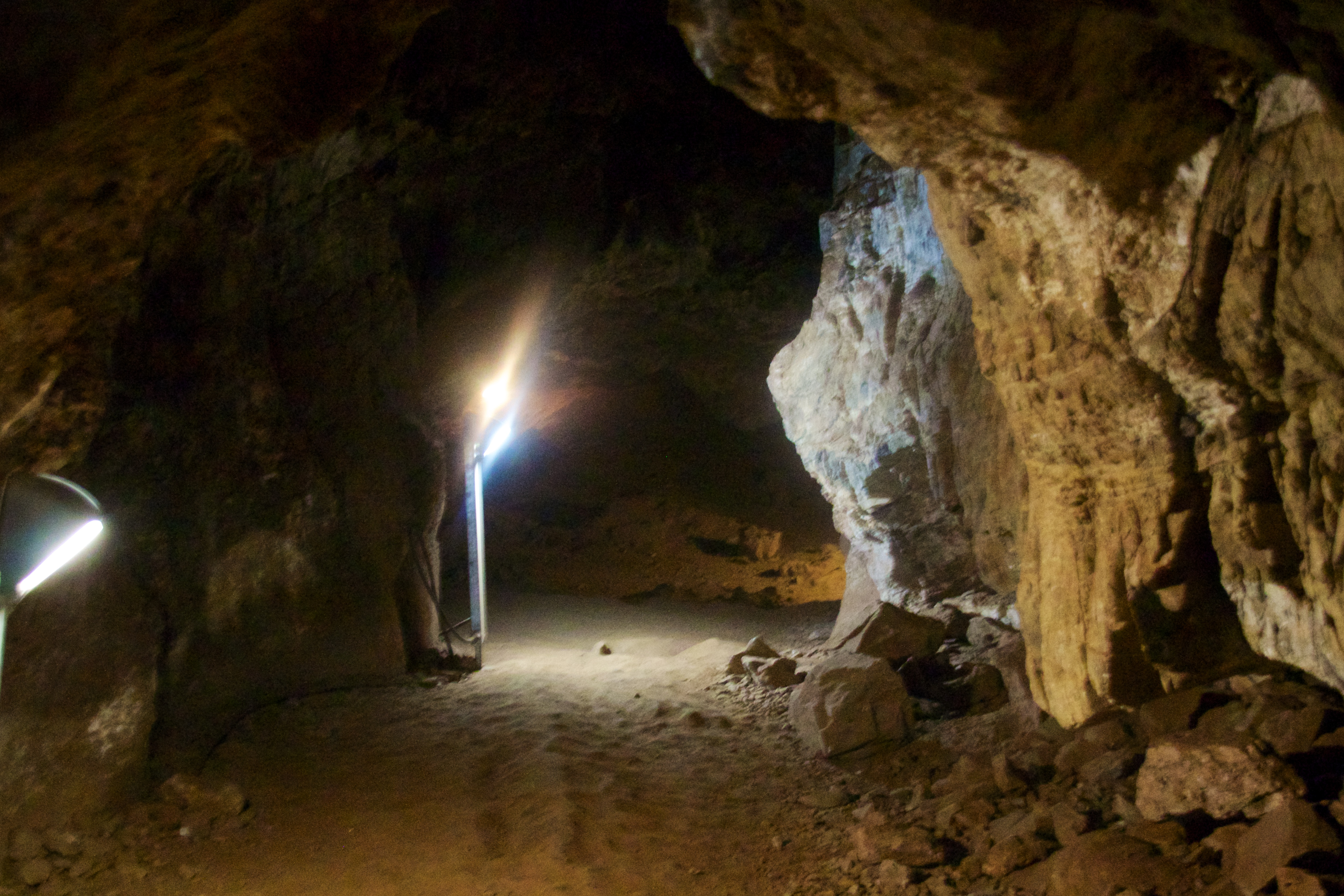
Grotta del sito

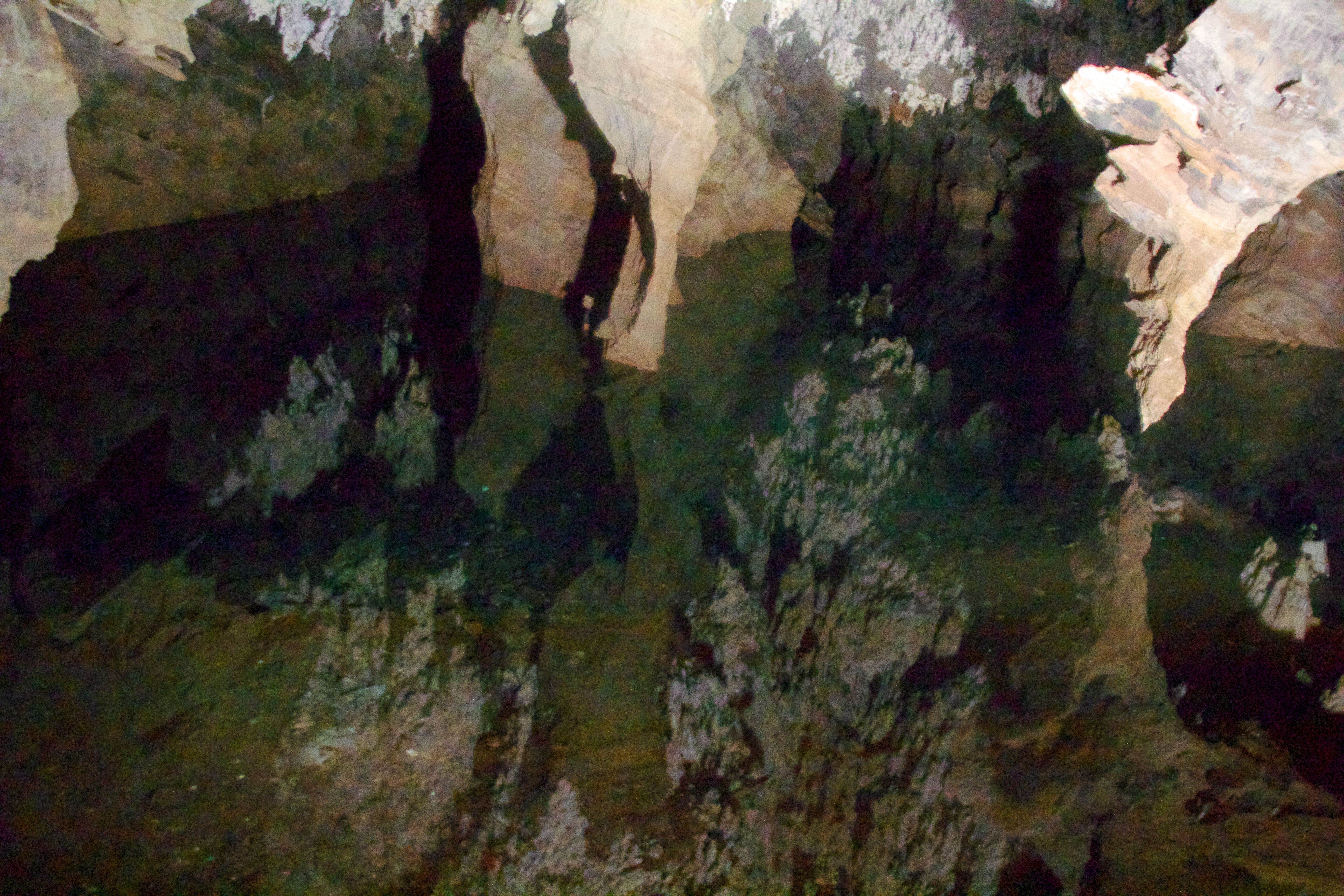
Bacino d'acqua

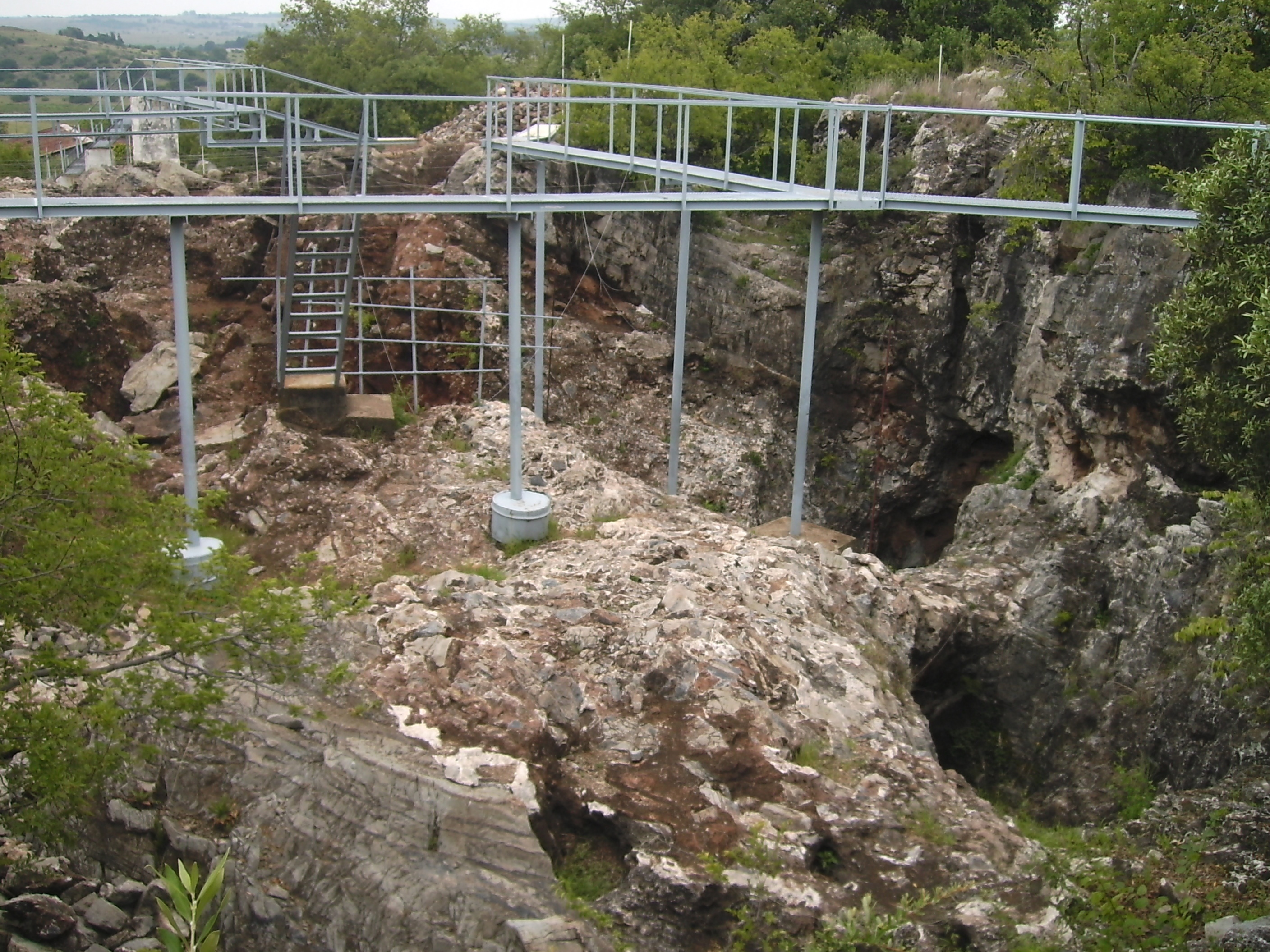
Scavi

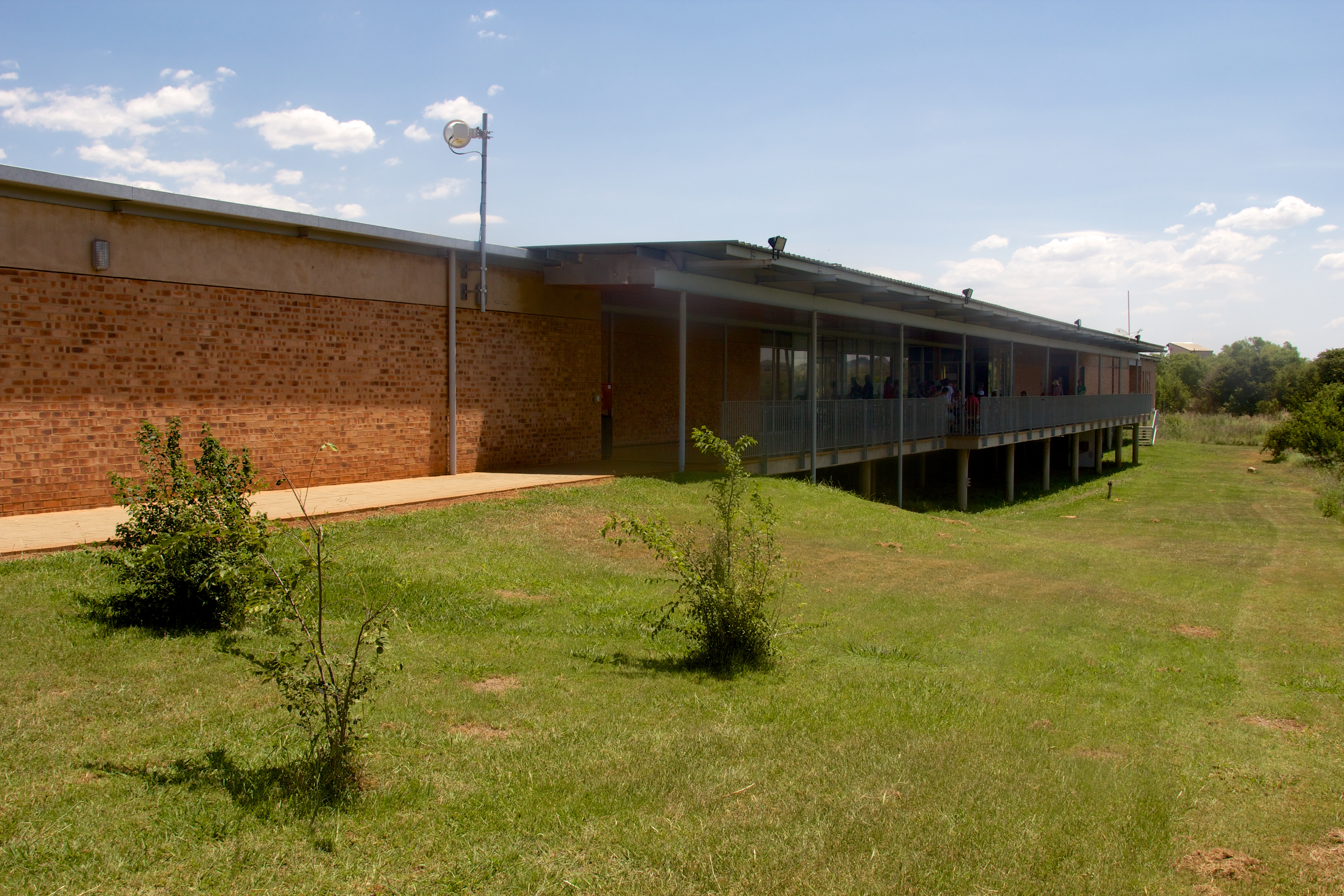
Centro visite

## Scavi archeologici
Gli scavi moderni delle grotte iniziarono alla fine del 1890, condotti da minatori di calcare utilizzato per l'estrazione dell'oro nei vicini giacimenti auriferi, che notarono i fossili e li portarono all'attenzione degli studiosi.
Nel 1936 gli studenti dell'Università del Witwatersrand, condotti dal professor Raymond Arthur Dart e dal dottor Robert Broom, iniziarono i primi scavi scientifici. Le grotte restituirono il primo Australopiteco adulto, rafforzando sostanzialmente la tesi di Dart, secondo cui il teschio noto come Bambino di Taung, fosse un Australopithecus africanus, fosse un antenato umano.
Gli scavi furono quindi sospesi durante la seconda guerra mondiale, e ripresi da Broom alla sua conclusione. Nel 1947 furono ritrovati i crani di due A. africanus: quello quasi completo di una femmina adulta, repertoriata come STS 5, ma nota come Mrs. Ples, e quello di un semplare di sesso maschile, reperto STS 71, che si stima che abbia 2,5 milioni di anni e nel 1949, un altro fossile parziale di cranio, STS 52, completo di mascella, mandibola e quasi tutti i denti, di un esemplare giovane di A. africanus.
Nel 1994, uno scheletro quasi completo di una seconda specie di Australopithecus fu trovato nelle grotte da Ronald J. Clarke. Lo scheletro, repertoriato come StW 573, fu chiamato Little Foot, poiché le prime parti ritrovate erano le ossa di un piede.
Gli scavi continuano ancora oggi, e i reperti rinvenuti ammontano a circa 800 ominidi del genere Australopithecus, rendendo Sterkfontein uno dei siti più ricchi al mondo di ominidi primitivi.

## Fossili
I sedimenti del deposito Member 4, dove sono stati ritrovati fossili di Australopithecus africanus, sono stati datati tra 2,6 e 2,0 milioni di anni fa, con il fossile noto come Mrs. Ples datato ad oltre 2 milioni di anni fa. Nuovi studi hanno ri-analizzato i sedimenti del deposito Member 4, retrodatandoli a 3,4 milioni di anni fa; se confermati, la specie Australopithecus africanus sarebbe più antica di quelle del genere Homo e Paranthropus, riportando in auge la teoria secondo la quale gli Australopitechi fossero gli antenati delle altre due specie.
Lo studio dei sedimenti del deposito Member 5 ha rivelato che questi si riferiscono ad almeno tre diverse epoche. Il riempimento più profondo ha dato alla luce manufatti olduvaiani, datati ad un periodo compreso tra 1,7 e 2,0 milioni di anni fa. Nel secondo riempimento sono stati ritrovati manufatti acheuleanei che, se confrontati con manufatti simili provenienti dall'Africa orientale, sono databili a 1,5 milioni di anni fa. Il cranio di un Homo habilis, reperto StW 53, deriva da un terzo riempimento stimato ad almeno 1,8 milioni di anni fa, riportando in auge la teoria secondo la quale gli Australopitechi fossero gli antenati delle altre due specie.
Nel 1998 sono stati ritrovati fossili, appartenenti ad un Australopithecus africanus. I resti dell'ominide  noto come "Little Foot" e repertato come StW573, e ritrovati nella grotta di Silberberg, sono composti da un cranio, una mandibola, un arto inferiore e uno superiore, con controversi sulla loro datazione che oscilla tra 3,3 e 2,2 milioni di anni.

## Centro visite
Il centro visite associato alle grotte, oltre ad esporre reperti ritrovati in loco, fornisce informazioni di geologia e di paleobotanica relative al sito.